# Strzelectwo na Letnich Igrzyskach Olimpijskich 1948
Strzelectwo na Letnich Igrzyskach Olimpijskich 1948 w Londynie rozgrywane było w dniach 2–6 sierpnia. W zawodach wzięło udział 188 strzelców, wyłącznie mężczyzn, z 28 krajów. Polacy nie startowali.

## Medaliści
| Konkurencja                                      | Złoto         | Srebro                             | Brąz           |
| Karabin dowolny, trzy postawy, 300 m (szczegóły) | Emil Grünig   | Pauli Janhonen                     | Willy Røgeberg |
| Karabin małokalibrowy leżąc, 50 m (szczegóły)    | Arthur Cook   | Walter Tomsen                      | Jonas Jonsson  |
| Pistolet dowolny, 50 m (szczegóły)               | Edwin Vásquez | Rudolf Schnyder                    | Torsten Ullman |
| Pistolet szybkostrzelny, 25 m (szczegóły)        | Károly Takács | Carlos Enrique Díaz Sáenz Valiente | Sven Lundquist |

## Klasyfikacja medalowa
| Lp. | Państwo           |   |   |   | Razem |
| --- | ----------------- | - | - | - | ----- |
| 1.  | Stany Zjednoczone | 1 | 1 | 0 | 2     |
| 1.  | Szwajcaria        | 1 | 1 | 0 | 2     |
| 3.  | Peru              | 1 | 0 | 0 | 1     |
| 3.  | Węgry             | 1 | 0 | 0 | 1     |
| 5.  | Argentyna         | 0 | 1 | 0 | 1     |
| 5.  | Finlandia         | 0 | 1 | 0 | 1     |
| 7.  | Szwecja           | 0 | 0 | 3 | 3     |
| 8.  | Norwegia          | 0 | 0 | 1 | 1     |